# فروشگاه ویندوز فون
فروشگاه ویندوز فون (به انگلیسی: Windows Phone Store) (قبلاً بازار ویندوز فون (به انگلیسی: Windows Phone Marketplace) نامیده می‌شد) سرویسی است که توسط مایکروسافت برای سیستم عامل ویندوز فون عرضه می‌شود. در مارکت ویندوز فون، همانند گوگل پلی و اپ استور می‌توانید برنامه‌های مورد علاقه خود را خریداری یا دانلود کنید. طبق آمار مایکروسافت، مارکت ویندوز فون در حال حاضر بیش از ۱۰۰۰۰۰ هزار برنامه دارد.

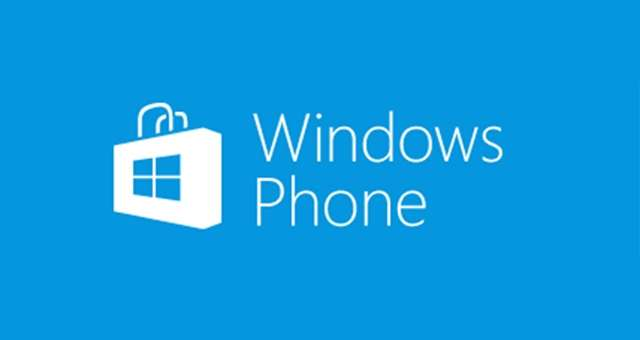
لوگویی از فروشگاه ویندوز فون